# 에버라드 데 바레스
바레스의 에버랏은 프랑스 귀족이면서 성전기사단의 일원인 바레스의 에버랏은 1147년 ~ 1151년까지 단장직을 지낸 인물이다.
그는 성전기사단의 프랑스지부장으로 활동하다 1147년 그가 주군으로 모시는 크라온의 로베르가 죽기 전 바레스를 지명하여 곧바로 선출되어 정식으로 성전기사단의 단장을 이게 되었다. 제2차 십자군에 합류하여 역사를 기록한 되이으의 오도(Odon de Deuil)에 따르면 에버랏은 아주 용맹하고 신앙심과 충성심이 깊었다고 한다. 그 예로 프랑스의 귀족이면서 단장인 그는 프랑스 왕 루이 7세와 함께 제2차 십자군에 참가하여 프랑스 십자군부대가 콘스탄티노플까지 안전하게 가게 도와주었고 또 루이가 룸 셀주크와 싸우다 죽을뻔 한 걸 대가없이 도와주었다. 이런 그의 용맹함에 감명을 받은 루이7세는 에버랏의 은혜를 보답하기 위해 1148년 다마스쿠스 공방전에서 패배하여, 프랑스에 돌어올 때 에버랏에게 왕의 금고를 맡는 사람으로 임명하였다. 에버랏은 다마스쿠스 공방전 이후에도 제2차 십자군 기간내내 십자군 진영을 도와주었으며 특히 1149년 예루살렘 공방전에서 후방지원을 하였다. 1151년 에버랏은 고국 프랑스에 돌아와 은퇴한 뒤 성전기사단을 대항하는 주축임에도 불구하고 클레르보 수도원에 대해 큰 감명을 받아 클레르보 수도원의 수도사가 되었으며 다음 기사단장은 1149년부터 실질적인 공동기사단장이었던 트레믈레의 베르나르가 이었다. 1174년 그는 약 20여년간 수도생활을 하다 파란만장한 삶을 끝냈다.
| 전임 크라온의 로베르 | 성전기사단 역대 그랜드마스터 1147년 - 1151년 | 후임 트레믈레의 베르나르 |